# Schizopera nana
Schizopera nana är en kräftdjursart som beskrevs av Noodt 1955. Schizopera nana ingår i släktet Schizopera och familjen Diosaccidae. Inga underarter finns listade i Catalogue of Life.